# Terry Jenkins
Terry Jenkins (* 26. September 1963 in Ledbury, Herefordshire) ist ein englischer Dartspieler. Sein Spitzname ist „The Bull“.

## Werdegang
Jenkins spielt seit 1970 Darts und begann seine Karriere bei der British Darts Organisation (BDO). Dort gelang es ihm allerdings nie sich für die Weltmeisterschaft zu qualifizieren. Auch anderweitig trat Jenkins nicht großartig in Erscheinung.
Zum Jahreswechsel 2003 wagte er den Wechsel zur Professional Darts Corporation (PDC). 2007 war dann sein erfolgreichstes Jahr seit seinem Eintritt in die PDC. Er erlangte den zweiten Platz bei der Holsten Premier League, bei der er im Finale gegen Phil Taylor unterlag. Anschließend konnte er sowohl den zweiten Platz beim World Matchplay (Niederlage gegen James Wade) als auch bei den Las Vegas Desert Classics (Niederlage gegen Raymond van Barneveld) belegen. Ebenso konnte er zwei PDPA Players Championships (Open Antwerpen und Hayling Island) für sich entscheiden, wodurch er in der Weltrangliste die 4. Position erreichte.
Fortwährend spielte sich Jenkins in der Folge ins Finale bei großen PDC-Turnieren. Nie gelang ihm jedoch ein Sieg bei selbigem. Bei der Weltmeisterschaft 2008 scheiterte er bereits zum Auftakt gegen den späteren Finalisten Kirk Shepherd. 2009 scheiterte er erneut gegen Phil Taylor im Finale des World Matchplay. Ende des Jahres 2010 belegte er in der Order of Merit den 7. Platz. Bei der Darts-Weltmeisterschaft 2011 erreichte Jenkins das Halbfinale, wo er mit 2:6 gegen Gary Anderson ausschied. 2014 gelang ihm schließlich sein erstes Nine dart Finish vor laufenden Kameras, bei der Weltmeisterschaft gegen Per Laursen.
Ende 2016 kündigte er an seine Dartskarriere teilweise zu beenden, indem er nach der Darts-Weltmeisterschaft 2017 nicht mehr an der European Tour teilnehmen wird. Somit war das 3:4 gegen Benito van de Pas in der 2. Runde sein letztes WM-Spiel.
2022 war er Teil der ersten Senioren-Weltmeisterschaft und spielte sich mit ansprechenden Leistungen bis ins Halbfinale, das gegen Martin Adams verloren ging. 2023 ging er daraufhin erneut an den Start und verlor nach seinem Erstrundensieg über Chris Mason gegen Mark Dudbridge mit 1:3.

## Privates
Terry Jenkins ist verheiratet und hat drei Kinder.

## Weltmeisterschaftsresultate

### PDC
- 2005: Achtelfinale (2:4-Niederlage gegen  Ronnie Baxter)
- 2006: 2. Runde (1:4-Niederlage gegen  Andy Hamilton)
- 2007: Viertelfinale (4:5-Niederlage gegen  Andy Hamilton)
- 2008: 1. Runde (2:3-Niederlage gegen  Kirk Shepherd)
- 2009: 1. Runde (1:3-Niederlage gegen  Dennis Smith)
- 2010: Achtelfinale (2:4-Niederlage gegen  Simon Whitlock)
- 2011: Halbfinale (2:6-Niederlage gegen  Gary Anderson)
- 2012: Viertelfinale (3:5-Niederlage gegen  Adrian Lewis)
- 2013: Achtelfinale (1:4-Niederlage gegen  Andy Hamilton)
- 2014: 1. Runde (2:3-Niederlage gegen  Per Laursen)
- 2015: Achtelfinale (1:4-Niederlage gegen  Michael van Gerwen)
- 2016: 2. Runde (0:4-Niederlage gegen  Mark Webster)
- 2017: 2. Runde (3:4-Niederlage gegen  Benito van de Pas)

### WSDT
- 2022: Halbfinale (2:4-Niederlage gegen  Martin Adams)
- 2023: Achtelfinale (1:3-Niederlage gegen  Mark Dudbridge)
- 2024: 1. Runde (1:3-Niederlage gegen  Paul Hogan)

## Turnierergebnisse
| Turnier                                    | 1996                       | 1997                       | 1998                       | ......                     | 2003                           | 2004                           | 2005                           | 2006                           | 2007                           | 2008                           | 2009                           | 2010                           | 2011                           | 2012                           | 2013                           | 2014                           | 2015                           | 2016                           | 2017                           | 2018                           | ......             | 2022                | 2023                | 2024                |
| ------------------------------------------ | -------------------------- | -------------------------- | -------------------------- | -------------------------- | ------------------------------ | ------------------------------ | ------------------------------ | ------------------------------ | ------------------------------ | ------------------------------ | ------------------------------ | ------------------------------ | ------------------------------ | ------------------------------ | ------------------------------ | ------------------------------ | ------------------------------ | ------------------------------ | ------------------------------ | ------------------------------ | ------------------ | ------------------- | ------------------- | ------------------- |
| BDO-Major-Turniere                         |                            |                            |                            |                            |                                |                                |                                |                                |                                |                                |                                |                                |                                |                                |                                |                                |                                |                                |                                |                                |                    |                     |                     |                     |
| World Masters                              | 2R                         | n/t                        | AF                         | n/t                        | VF                             | nicht teilgenommen             | nicht teilgenommen             | nicht teilgenommen             | nicht teilgenommen             | nicht teilgenommen             | nicht teilgenommen             | nicht teilgenommen             | nicht teilgenommen             | nicht teilgenommen             | nicht teilgenommen             | nicht teilgenommen             | nicht teilgenommen             | nicht teilgenommen             | nicht teilgenommen             | nicht teilgenommen             | nicht teilgenommen | Verband insolvent   | Verband insolvent   | Verband insolvent   |
| WDF-Platin-/Major-Turniere                 |                            |                            |                            |                            |                                |                                |                                |                                |                                |                                |                                |                                |                                |                                |                                |                                |                                |                                |                                |                                |                    |                     |                     |                     |
| International League                       | nicht ausgetragen          | nicht ausgetragen          | nicht ausgetragen          | nicht ausgetragen          | nicht teilgenommen             | nicht teilgenommen             | nicht teilgenommen             | nicht teilgenommen             | GP                             | nicht ausgetragen              | nicht ausgetragen              | nicht ausgetragen              | nicht ausgetragen              | nicht ausgetragen              | nicht ausgetragen              | nicht ausgetragen              | nicht ausgetragen              | nicht ausgetragen              | nicht ausgetragen              | nicht ausgetragen              | nicht ausgetragen  | nicht ausgetragen   | nicht ausgetragen   | nicht ausgetragen   |
| World Trophy                               | nicht ausgetragen          | nicht ausgetragen          | nicht ausgetragen          | nicht ausgetragen          | nicht teilgenommen             | nicht teilgenommen             | nicht teilgenommen             | nicht teilgenommen             | VF                             | nicht ausgetragen              | nicht ausgetragen              | nicht ausgetragen              | nicht ausgetragen              | nicht ausgetragen              | nicht ausgetragen              | nicht ausgetragen              | nicht ausgetragen              | nicht ausgetragen              | nicht ausgetragen              | nicht ausgetragen              | nicht ausgetragen  | nicht ausgetragen   | nicht ausgetragen   | nicht ausgetragen   |
| PDC-Ranking-Turniere                       |                            |                            |                            |                            |                                |                                |                                |                                |                                |                                |                                |                                |                                |                                |                                |                                |                                |                                |                                |                                |                    |                     |                     |                     |
| Weltmeisterschaft                          | nicht teilgenommen         | nicht teilgenommen         | nicht teilgenommen         | nicht teilgenommen         | nicht teilgenommen             | n/q                            | 3R                             | 2R                             | VF                             | 1R                             | 1R                             | AF                             | HF                             | VF                             | AF                             | 1R                             | AF                             | 2R                             | 2R                             | n/q                            | n/q                | n/t                 | n/t                 | n/t                 |
| UK Open                                    | nicht ausgetragen          | nicht ausgetragen          | nicht ausgetragen          | nicht ausgetragen          | 3R                             | 3R                             | 4R                             | AF                             | VF                             | 4R                             | VF                             | 3R                             | 4R                             | VF                             | AF                             | F                              | 3R                             | 4R                             | 2R                             | 1R                             | n/q                | n/t                 | n/t                 | n/t                 |
| Las Vegas Desert Classic                   | nicht ausgetragen          | nicht ausgetragen          | nicht ausgetragen          | nicht ausgetragen          | GP                             | n/q                            | n/q                            | VF                             | F                              | AF                             | VF                             | nicht ausgetragen              | nicht ausgetragen              | nicht ausgetragen              | nicht ausgetragen              | nicht ausgetragen              | nicht ausgetragen              | nicht ausgetragen              | nicht ausgetragen              | nicht ausgetragen              | nicht ausgetragen  | nicht ausgetragen   | nicht ausgetragen   | nicht ausgetragen   |
| World Matchplay                            | nicht teilgenommen         | nicht teilgenommen         | nicht teilgenommen         | nicht teilgenommen         | 1R                             | n/q                            | AF                             | 1R                             | F                              | AF                             | F                              | 1R                             | 1R                             | HF                             | AF                             | 1R                             | 1R                             | AF                             | n/q                            | n/q                            | nicht teilgenommen | nicht teilgenommen  | nicht teilgenommen  | nicht teilgenommen  |
| World Grand Prix                           | n/a                        | n/a                        | n/t                        | n/t                        | n/q                            | n/q                            | 1R                             | F                              | F                              | HF                             | HF                             | AF                             | 1R                             | 1R                             | 1R                             | AF                             | AF                             | AF                             | n/q                            | n/q                            | nicht teilgenommen | nicht teilgenommen  | nicht teilgenommen  | nicht teilgenommen  |
| European Championship                      | nicht ausgetragen          | nicht ausgetragen          | nicht ausgetragen          | nicht ausgetragen          | nicht ausgetragen              | nicht ausgetragen              | nicht ausgetragen              | nicht ausgetragen              | nicht ausgetragen              | 1R                             | 1R                             | HF                             | AF                             | 1R                             | 1R                             | F                              | 1R                             | 1R                             | n/t                            | n/q                            | nicht teilgenommen | nicht teilgenommen  | nicht teilgenommen  | nicht teilgenommen  |
| Grand Slam of Darts                        | nicht ausgetragen          | nicht ausgetragen          | nicht ausgetragen          | nicht ausgetragen          | nicht ausgetragen              | nicht ausgetragen              | nicht ausgetragen              | nicht ausgetragen              | nicht ausgetragen              | kein Ranking-Turnier           | kein Ranking-Turnier           | kein Ranking-Turnier           | kein Ranking-Turnier           | kein Ranking-Turnier           | kein Ranking-Turnier           | kein Ranking-Turnier           | AF                             | nicht qualifiziert             | nicht qualifiziert             | nicht qualifiziert             | nicht qualifiziert | nicht qualifiziert  | nicht qualifiziert  | nicht qualifiziert  |
| Players Championship Finals                | nicht ausgetragen          | nicht ausgetragen          | nicht ausgetragen          | nicht ausgetragen          | nicht ausgetragen              | nicht ausgetragen              | nicht ausgetragen              | nicht ausgetragen              | nicht ausgetragen              | nicht ausgetragen              | 1R                             | AF                             | VF/1R                          | 1R                             | AF                             | VF                             | 1R                             | AF                             | n/q                            | n/q                            | nicht teilgenommen | nicht teilgenommen  | nicht teilgenommen  | nicht teilgenommen  |
| PDC-Turniere ohne Einfluss auf das Ranking |                            |                            |                            |                            |                                |                                |                                |                                |                                |                                |                                |                                |                                |                                |                                |                                |                                |                                |                                |                                |                    |                     |                     |                     |
| The Masters                                | nicht ausgetragen          | nicht ausgetragen          | nicht ausgetragen          | nicht ausgetragen          | nicht ausgetragen              | nicht ausgetragen              | nicht ausgetragen              | nicht ausgetragen              | nicht ausgetragen              | nicht ausgetragen              | nicht ausgetragen              | nicht ausgetragen              | nicht ausgetragen              | nicht ausgetragen              | AF                             | n/q                            | VF                             | AF                             | nicht qualifiziert             | nicht qualifiziert             | nicht qualifiziert | n/t                 | n/t                 | n/t                 |
| US Open                                    | nicht ausgetragen          | nicht ausgetragen          | nicht ausgetragen          | nicht ausgetragen          | nicht ausgetragen              | nicht ausgetragen              | nicht ausgetragen              | AF                             | 3R                             | 1R                             | nicht ausgetragen              | nicht ausgetragen              | nicht ausgetragen              | nicht ausgetragen              | nicht ausgetragen              | nicht ausgetragen              | nicht ausgetragen              | nicht ausgetragen              | nicht ausgetragen              | nicht ausgetragen              | nicht ausgetragen  | nicht ausgetragen   | nicht ausgetragen   | nicht ausgetragen   |
| Premier League Darts                       | nicht ausgetragen          | nicht ausgetragen          | nicht ausgetragen          | nicht ausgetragen          | nicht ausgetragen              | nicht ausgetragen              | n/t                            | n/t                            | F                              | 7.                             | 5.                             | 8.                             | 7.                             | nicht eingeladen               | nicht eingeladen               | nicht eingeladen               | nicht eingeladen               | nicht eingeladen               | nicht eingeladen               | nicht eingeladen               | nicht eingeladen   | nicht eingeladen    | nicht eingeladen    | nicht eingeladen    |
| Championship League                        | nicht ausgetragen          | nicht ausgetragen          | nicht ausgetragen          | nicht ausgetragen          | nicht ausgetragen              | nicht ausgetragen              | nicht ausgetragen              | nicht ausgetragen              | nicht ausgetragen              | GP                             | GP                             | GP                             | GP                             | GP                             | 8.                             | nicht ausgetragen              | nicht ausgetragen              | nicht ausgetragen              | nicht ausgetragen              | nicht ausgetragen              | nicht ausgetragen  | nicht ausgetragen   | nicht ausgetragen   | nicht ausgetragen   |
| World Series of Darts Finals               | nicht ausgetragen          | nicht ausgetragen          | nicht ausgetragen          | nicht ausgetragen          | nicht ausgetragen              | nicht ausgetragen              | nicht ausgetragen              | nicht ausgetragen              | nicht ausgetragen              | nicht ausgetragen              | nicht ausgetragen              | nicht ausgetragen              | nicht ausgetragen              | nicht ausgetragen              | nicht ausgetragen              | nicht ausgetragen              | VF                             | n/q                            | n/t                            | n/q                            | nicht teilgenommen | nicht teilgenommen  | nicht teilgenommen  | nicht teilgenommen  |
| Grand Slam of Darts                        | nicht ausgetragen          | nicht ausgetragen          | nicht ausgetragen          | nicht ausgetragen          | nicht ausgetragen              | nicht ausgetragen              | nicht ausgetragen              | nicht ausgetragen              | VF                             | F                              | HF                             | VF                             | VF                             | GP                             | n/q                            | AF                             | Ranking-Turnier                | Ranking-Turnier                | Ranking-Turnier                | Ranking-Turnier                | Ranking-Turnier    | Ranking-Turnier     | Ranking-Turnier     | Ranking-Turnier     |
| WSD-Majorturniere (Senioren-Tour)          |                            |                            |                            |                            |                                |                                |                                |                                |                                |                                |                                |                                |                                |                                |                                |                                |                                |                                |                                |                                |                    |                     |                     |                     |
| Weltmeisterschaft                          | nicht ausgetragen          | nicht ausgetragen          | nicht ausgetragen          | nicht ausgetragen          | nicht ausgetragen              | nicht ausgetragen              | nicht ausgetragen              | nicht ausgetragen              | nicht ausgetragen              | nicht ausgetragen              | nicht ausgetragen              | nicht ausgetragen              | nicht ausgetragen              | nicht ausgetragen              | nicht ausgetragen              | nicht ausgetragen              | nicht ausgetragen              | nicht ausgetragen              | nicht ausgetragen              | nicht ausgetragen              | nicht ausgetragen  | HF                  | AF                  | 1R                  |
| World Matchplay                            | nicht ausgetragen          | nicht ausgetragen          | nicht ausgetragen          | nicht ausgetragen          | nicht ausgetragen              | nicht ausgetragen              | nicht ausgetragen              | nicht ausgetragen              | nicht ausgetragen              | nicht ausgetragen              | nicht ausgetragen              | nicht ausgetragen              | nicht ausgetragen              | nicht ausgetragen              | nicht ausgetragen              | nicht ausgetragen              | nicht ausgetragen              | nicht ausgetragen              | nicht ausgetragen              | nicht ausgetragen              | nicht ausgetragen  | VF                  | n/t                 | n/t                 |
| World Masters                              | nicht ausgetragen          | nicht ausgetragen          | nicht ausgetragen          | nicht ausgetragen          | nicht ausgetragen              | nicht ausgetragen              | nicht ausgetragen              | nicht ausgetragen              | nicht ausgetragen              | nicht ausgetragen              | nicht ausgetragen              | nicht ausgetragen              | nicht ausgetragen              | nicht ausgetragen              | nicht ausgetragen              | nicht ausgetragen              | nicht ausgetragen              | nicht ausgetragen              | nicht ausgetragen              | nicht ausgetragen              | nicht ausgetragen  | 1R                  | n/t                 | n/t                 |
| Karrierestatistiken                        |                            |                            |                            |                            |                                |                                |                                |                                |                                |                                |                                |                                |                                |                                |                                |                                |                                |                                |                                |                                |                    |                     |                     |                     |
| Jahresendplatzierung                       | unbekannt                  | unbekannt                  | unbekannt                  | unbekannt                  | unbekannt                      | 10                             | 8                              | 6                              | 4                              | 5                              | 6                              | 7                              | 10                             | 9                              | 17                             | 16                             | 11                             | 18                             | 34                             | 71                             | –                  | ?                   | 9                   | 32                  |
| Verband                                    | British Darts Organisation | British Darts Organisation | British Darts Organisation | British Darts Organisation | Professional Darts Corporation | Professional Darts Corporation | Professional Darts Corporation | Professional Darts Corporation | Professional Darts Corporation | Professional Darts Corporation | Professional Darts Corporation | Professional Darts Corporation | Professional Darts Corporation | Professional Darts Corporation | Professional Darts Corporation | Professional Darts Corporation | Professional Darts Corporation | Professional Darts Corporation | Professional Darts Corporation | Professional Darts Corporation | –                  | World Seniors Darts | World Seniors Darts | World Seniors Darts |

| Legende zu den Turnierergebnissen | Legende zu den Turnierergebnissen | Legende zu den Turnierergebnissen | Legende zu den Turnierergebnissen | Legende zu den Turnierergebnissen | Legende zu den Turnierergebnissen | Legende zu den Turnierergebnissen | Legende zu den Turnierergebnissen | Legende zu den Turnierergebnissen | Legende zu den Turnierergebnissen |
| --------------------------------- | --------------------------------- | --------------------------------- | --------------------------------- | --------------------------------- | --------------------------------- | --------------------------------- | --------------------------------- | --------------------------------- | --------------------------------- |
| n/t                               | nicht teilgenommen                | n/q                               | nicht qualifiziert                | n/a                               | nicht ausgetragen                 | #R                                | Aus in jeweiliger Runde           | GP                                | Aus in der Gruppenphase           |
| AF                                | Achtelfinalist                    | VF                                | Viertelfinalist                   | HF                                | Halbfinalist                      | F                                 | Turnierfinalist                   | S                                 | Turniersieger                     |

## Titel

### PDC
- Pro Tour
  - Players Championships:
    - Players Championships 2007: 4, 7
    - Players Championships 2008: 29
    - Players Championships 2009: 1
    - Players Championships 2014: 10
    - Players Championships 2015: 15

  - UK Open Qualifiers:
    - UK Open Qualifiers 2012: 7
- Weitere
  - 2003: Open Oust Nederland
  - 2004: Bob Anderson Classic
  - 2005: Antwerp Open, Open Hotel Zwartewater, Sunparks Masters
  - 2006: Antwerp Open, Open Hotel Zwartewater
  - 2007: Antwerp Open

### Andere
2006: Swindon Open